# University Heights, Ohio
University Heights là một thành phố thuộc quận Cuyahoga, tiểu bang Ohio, Hoa Kỳ. Năm 2010, dân số của thành phố này là 13539 người.

## Dân số
- Dân số năm 2000: 14146 người.
- Dân số năm 2010: 13539 người.